# Al-Maghreb al-Aqṣā
al-Maghreb al-Aqṣā (in arabo ﺍﻟﻤﻐﺮﺏ ﺍلاﻗﺼﻲ‎?, al-Maghrib al-Aqṣā), ossia "Estremo Occidente", o "Estremo Maghreb", è l'espressione usata dai geografi e dagli storici arabo-musulmani per indicare le estreme regioni occidentali, a forte presenza berbera, del Nordafrica, prima che in quei territori nascesse il moderno stato del Marocco.
A tale espressione alcuni geografi, come al-Muqaddasi, aggiungevano al-Andalus e la Sicilia musulmana.